# Біла армія

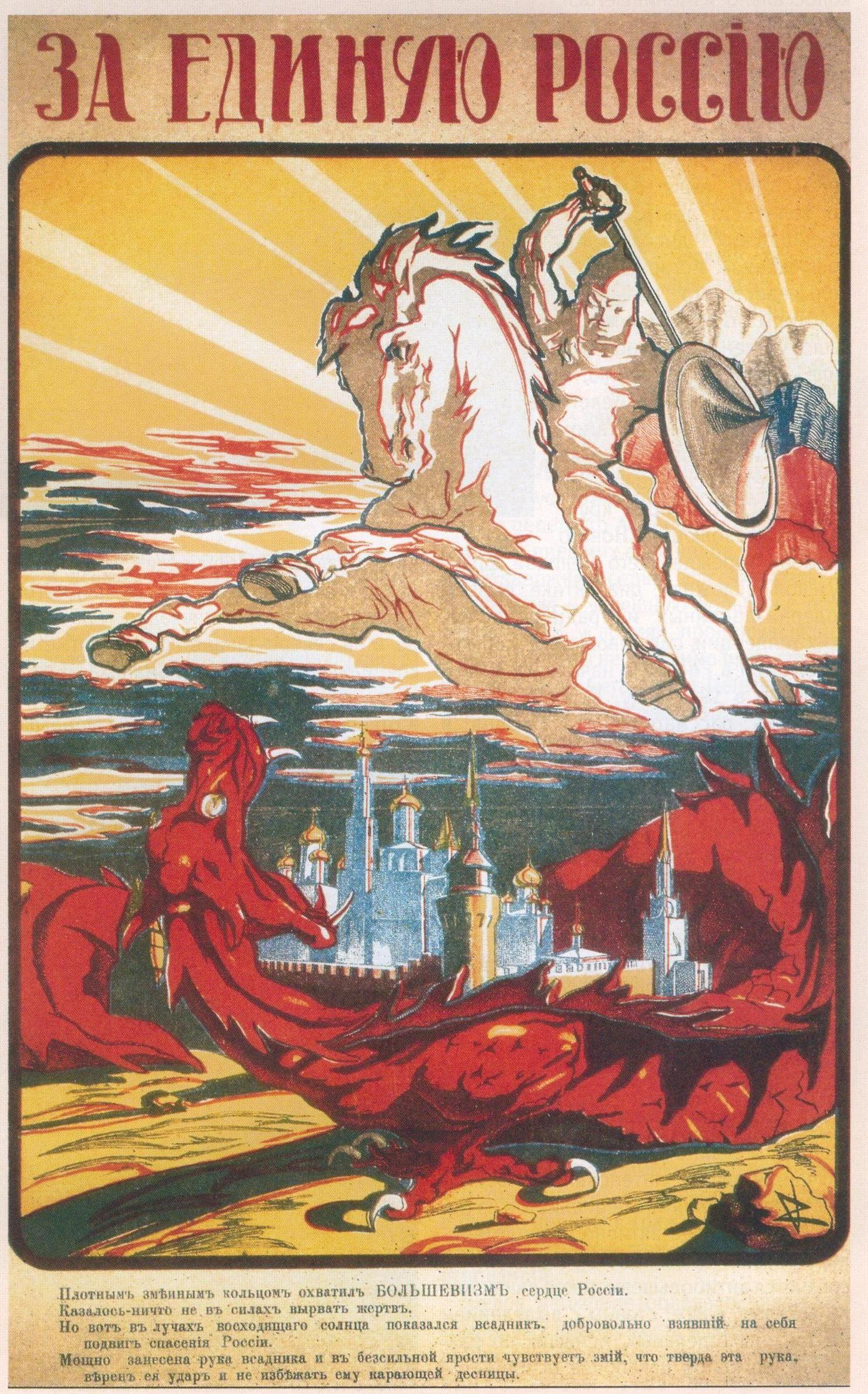
За единую Россію. Плакат 1919

Полонені білогвардійці. Осінь 1919

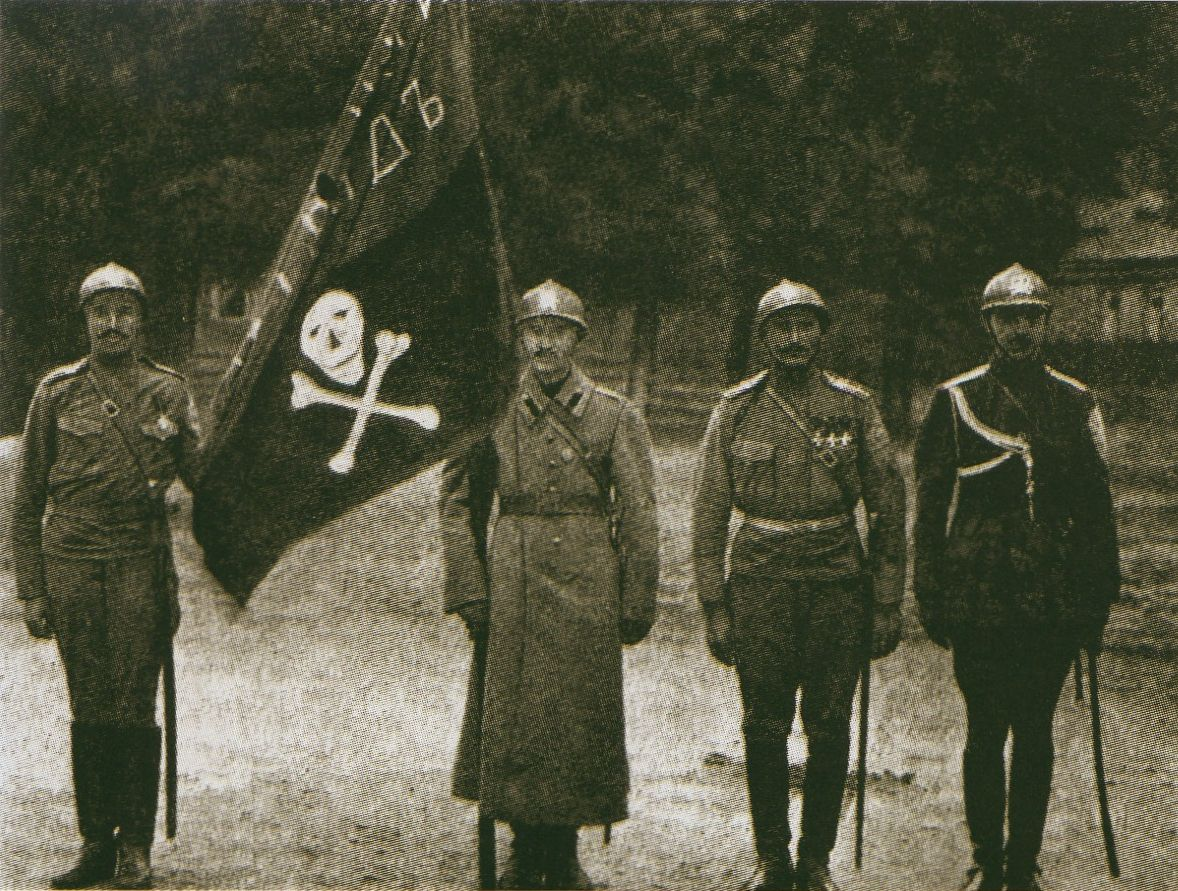
Солдати армії Корнілова

Бі́ла а́рмія, Білий рух (також «Біла гвардія», «Біла справа», «Білогвардійці») (рос. Бе́лое движе́ние Бе́лое движе́ние, «Белое дело», «Белая идея») — військово-політичний рух різнорідних у політичному плані сил, сформований під час Громадянської війни 1917—1923 років у Росії з метою повалення радянської влади. Включав у себе представників як поміркованих соціалістів і республіканців, так і монархістів, об'єднаних проти більшовицької ідеології, які діяли на основі принципу «Великої, єдиної і неподільної Росії» (рос. Великая, Единая и Неделимая Россия).

## Історія зародження
Походження терміна «Біла армія» пов'язано з традиційною символікою білого кольору як кольору прихильників законності та правопорядку. Власне прихильники білого руху називали себе добровольцями або Російською армією. Назва «Біло—» також вживалася у відношенні до іноземних збройних з'єднань, які надавали підтримку білогвардійським військам, або які діяли самостійно проти радянських військ. У більшовицькій пресі і в ужитку також використовувалися терміни: «білочехи», «білофіни», «білополяки», «білоестонці». Аналогічно застосовувалася і назва «білокозаки». Примітно й те, що часто у радянській публіцистиці «білими» називали будь-яких представників контрреволюції взагалі і навіть всіх осіб, які емігрували з Радянської Росії під час Громадянської війни, хоч не всі з них самі брали у ній участь («біла еміграція», «білоемігранти»).
Основою Білого руху було офіцерство старої Російської армії, її керівництво — представники старого генералітету:
- Л. Г. Корнілов,
- М. В. Алексєєв,
- А. І. Денікін,
- О. В. Колчак,
- Є. К. Міллер,
- М. М. Юденич,
- П. М. Врангель та інші.

Білий рух зародився взимку 1918 р. після розгону більшовиками Всеросійських установчих зборів, які намагалися мирним шляхом вирішити питання про державний устрій Росії після Лютневої революції. Спочатку метою руху було скликання нових Установчих зборів. Проте це гасло поступово втрачало привабливість за умов хаосу, що охопив країну, і особливо — після розправи Колчаком у листопаді 1918 р. в Омську над багатьма членами Установчих зборів. Альтернативою стала військова диктатура під гаслом порятунку вітчизни: «За єдину і неподільну Росію». Серед Білого руху монархісти складали лише невелику частину. Велику роль відігравали різні уряди, що утворилися на місцях, різнорідні за своїм політичним складом, але єдині в ідеї неприйняття більшовизму.

## Білогвардійські армії
- Добровольча армія
- Донська армія
- Західна добровольча армія
- Земська рать
- Кубанська армія
- Народна армія
- Оренбурзька армія
- Північно-західна армія
- Російська армія
- Сибірська армія
- Уральська армія
- Кримсько-Азовська Добровольча армія

## Авіація
Авіація Збройних Сил Півдня Росії

## Бронепоїзди
Бронепоїзди Білого руху

## Танки
Біла армія мала:
- Medium Mk A «Whippet»
- Mark V
- Renault FT

Усі були передані від Антанти.

## Білогвардійські флоти
- Чорноморський флот (білогвардійський)
- Каспійська флотилія
- Байкальська військова флотилія
- Флотилія Північного Льодовитого океану
- Азовська флотилія
- Сибірська військова флотилія
- Чудська флотилія

## Військові дії
Верховним головнокомандувачем всіх білогвардійських армій був Верховний Правитель Росії — адмірал А. В. Колчак.

### Боротьба на Північному Кавказі, в Україні і на Півдні Росії
Ядром Білого руху на півдні Росії стала Добровольча армія, створена на початку 1918 р. під керівництвом генералів:
- Алексєєва
- Корнілова у Новочеркаську

Районами початкових дій Добровольчої армії були:
- Область Війська Донського
- Кубань

Після загибелі генерала Корнілова, під час невдалого штурму Катеринодару, командування білими силами перейшло до генерала Денікіна. У червні 1918 року восьмитисячна Добровольча армія починає свій другий похід на поголовно повсталу проти більшовиків Кубань
.
Розгромивши кубанське угрупування червоних у складі трьох армій (близько 90 000 багнетів і шабель), добровольці і козаки 17 серпня беруть Катеринодар, а до кінця серпня повністю очищають територію Кубанського війська від більшовиків (див. також Розгортання війни на Півдні).
Узимку 1918–1919 рр. війська Денікіна встановили контроль над Північним Кавказом, розгромивши і знищивши дев'яностотисячну 11-у армію червоних, котра там діяла.
У другій половині січня 1919 частини Червоної армії 14 січня займають Дружківку, Краматорськ, Слов'янськ, 18 січня — Костянтинівку, 19 січня — Слов'яносербськ, Нікітовку, Дебальцеве, 21 січня — Луганськ, 22 січня — Синельникове, 24 січня — Алчевськ, 28 січня — Бахмут.
Відбивши у березні-травні наступ Південного фронту червоних (100000 багнетів і шабель) на Донбасі і Маничі, 17 травня 1919 Збройні сили Півдня Росії (70 тисяч багнетів і шабель) перейшли у контрнаступ. Вони прорвали фронт і, завдавши тяжкої поразки частинам Червоної армії, до кінця червня захопили Донбас, Крим, 24 червня — Харків, 27 червня — Катеринослав, 30 червня — Царицин.
3 липня Денікін поставив своїм військам завдання заволодіти Москвою.
Протягом наступу на Москву (докладніше див Похід Денікіна на Москву) влітку і восени 1919 1-й корпус Добровольчої армії під командуванням генерала Кутепова взяв Курськ (20 вересня), Орел (13 жовтня) і почав рух на Тулу.
6 жовтня частини генерала Шкуро зайняли Вороніж. Однак вже 10 жовтня 1919 з району Орла розпочався контрнаступ Червоної армії проти Білої армії Денікіна.
14-17 жовтня відбулася спроба захоплення Києва Червоною армією — 14 жовтня 58-а дивізія і 1-а Богунська бригада 44-ї дивізії під загальним керівництвом І.Федька з району Ірпеня підійшли до Києва і захопили його західні околиці. Білогвардійці відійшли на лівий берег Дніпра, проте утримували Печерські висоти та мости. Близько трьох днів у Києві панувало безвладдя. Але червоні війська не мали достатньо сил, щоб захопити Київ, тому 17 жовтня залишили місто.
Однак сил для розвитку успіху у білих не вистачило. Оскільки основні губернії і промислові міста центральної Росії знаходилися у руках червоних, останні мали перевагу як у чисельності військ, так і у озброєнні. До того ж, польський лідер Пілсудський зраджує Денікіна і, всупереч домовленості, у розпал наступу білих на Москву укладає з більшовиками перемир'я, тимчасово припинивши військові дії і дозволивши червоним перекинути з їхнього польського флангу додаткові дивізії у район Орла і збільшити і без того переважаючу кількісну перевагу над частинами ЗСПР. 30 жовтня 1919 «головноначальствуючий» Києва генерал Драгомиров оголошує про проведення мобілізації до Білої армії у містах і повітах Київської губернії. Денікін пізніше (у 1937 р.) напише, що якби поляки у цей момент чинили хоч якісь мінімальні військові зусилля на своєму фронті, радянська влада лягла б остаточно, безпосередньо заявивши, що Пілсудський врятував радянську владу від загибелі
Крім того, Денікіну довелося у цій складній ситуації знімати з фронту значні сили і відправляти їх у район Катеринослава супроти Махна, котрий прорвав у районі Умані фронт білих і своїм рейдом Україною у жовтні 1919 зруйнував тили ЗСПР. Внаслідок цього наступ на Москву провалився, і під натиском переважаючих сил Червоної армії війська Денікіна почали відступ на південь.
3 листопада 1919 почався рейд дивізії Червоного козацтва під командою В.Примакова по тилах денікінської армії. 6 листопада війська 12-ї Червоної армії розгромили 9-ту Зведену гвардійську дивізію білогвардійців і вступили до Чернігова. 10 листопада білогвардійські сили зайняли Жмеринку. 22 листопада білогвардійці захопили Проскурів. 11 грудня червоноармійські формування вступили в Харків і Полтаву. 13 грудня польовий комендант Київського оборонного району генерал Габаєв оголосив Київ у стані облоги. 16 грудня Київ зайняла Червона армія, витіснивши з міста білогвардійців; наступ більшовиків був затриманий на кілька днів через те, що Дніпро ще не замерз. У боях за Київ брали участь Богунський і Таращанський полки 44-ї дивізії (командир І. Дубовий).
18-31 грудня провадилася частинами Південного фронту Червоної армії Донбаська операція, в ході якої вона завдала поразки Добровольчій і Донській білим арміям, заволоділа 24 грудня Луганськом, 27 грудня Бахмутом, 30 грудня Горлівкою, 31 грудня Ясинуватою. Залишки білих військ відступили до Криму. 4 січня 1920 року радянські війська вступили в Катеринослав і Маріуполь. 5 січня в Олександрівськ (Запоріжжя) вступили загони отамана Нестора Махна та одночасно частини Червоної армії. Того ж дня червоноармійці захопили Жмеринку; 6 січня — Знам'янку Кременчуцької губернії.
10 січня 1920 червоні зайняли Ростов-на-Дону — великий центр, який відкривав дорогу на Кубань, 11 січня — Маріуполь, 12 січня — Чернігів. 14 січня червоноармійці витісняють білі сили з Летичева та Нікополя. 16 січня частини відступаючої Добровольчої армії тримали лінію Бірзула — Ольвіополь — станція Знам'янка. Частини Червоної армії тримали лінію Козятин — Фастів та Могилів-Подільський — Тульчин. Поміж цими лініями утворилася нейтральна полоса, в якій порядок підтримувався громадською самоохороною, того ж дня червоноармійці зайняли Гайворон Ольгопільського повіту. 18 січня сили Червоної армії витіснили добровольчі з міст Кривий Ріг, Деражня, Бар. 18 січня — з Каховки. 24 січня білогвардійці відійшли з Єлисаветграду. 17 березня 1920 радянські сили зайняли Катеринодар. Білі з боями відступили до Новоросійська і звідти морем переправилися у Крим. Денікін пішов у відставку і покинув Росію (докладніше див Битва за Кубань).
Таким чином, до початку 1920 Крим виявився останнім бастіоном Білого руху на півдні Росії (докладніше див Крим — останній бастіон Білого руху). Командування армією перейняв генерал-лейтенант барон П. Н. Врангель. Чисельність армії Врангеля сягала у середині 1920 близько 25 тис. осіб. Влітку 1920 Російська Армія генерала Врангеля зробила успішний наступ у Північній Таврії. У червні був зайнятий Мелітополь, розбиті значні сили червоних, зокрема знищений кінний корпус Жлоби. У серпні була зроблена висадка десанту на Кубань під командуванням генерала С. Г. Улагая, однак ця операція закінчилася невдачею.
На північному фронті Російської армії усе літо 1920 у Північній Таврії йшли запеклі бої. Попри деякі успіхи білих (був зайнятий Олександрівськ), червоні під час запеклих боїв зайняли стратегічний плацдарм на лівому березі Дніпра у Каховці, створивши загрозу Перекопу. Попри усі зусилля білих, ліквідувати плацдарм не вдалося. В цих боях загинув генерал Ревішин Олександр Петрович.
14 вересня 1920 почався наступ частин Російської армії генерала П. Врангеля у напрямку на ст. Синельникове.
15 вересня надруковане звернення уряду РСФРР до офіцерів Російської армії генерала П. Врангеля з закликом скласти зброю проти радянської влади з гарантією повної амністії.
19 вересня 1920 Олександрівськ (нині Запоріжжя) захопили війська Врангеля.
Становище Криму полегшувалося тим, що навесні і влітку 1920 великі сили червоних були задіяні на заході, у війні з Польщею. Проте наприкінці серпня 1920 Червона Армія була розбита під Варшавою, а 12 жовтня 1920 р. поляки підписали перемир'я з більшовиками, і уряд Леніна кинув усі свої сили на боротьбу з білою армією. Крім основних сил Червоної Армії, більшовикам вдалося залучити на свою сторону армію Махна, яка також взяла участь у штурмі Криму.
21 вересня 1920 року наказом Реввійськради в Москві формується самостійний Південний фронт проти армії генерала П. Врангеля у складі 6-ї, 13-ї та 2-ї кінної армій, командувач М. В. Фрунзе. 22 вересня частини під рукою Врангеля вступають до станції Синельникове, проте вже 24 вересня вибиті червоноармійцями. 25 вересня частини генерала Врангеля зайняли о. Хортиця. 26 вересня почався наступ армії генерала Врангеля на ст. Волноваху, Юзівського повіту, Донецької губернії. 28 вересня врангелівці зайняли Маріуполь; 29 вересня сили РСЧА знову вступили до Синельникового. 1-2 жовтня червоні формування зупинили наступ білих військ на Волноваху, однак вже 3 жовтня були вибиті зі станції. 5 жовтня частини Червоної армії знову вступили до Маріуполя та Волновахи, 6 жовтня — до Синельникового. 8 жовтня до Бердянська вступають частини Червоної армії. Того ж дня відбулася переправа частин армії генерала Врангеля через Дніпро в районі о. Хортиця та вступ її частин до Нижньої Хортиці, Катеринославської губернії: початок наступу на Правобережну Україну з метою з'єднання з польськими військами для утворення спільного антирадянського фронту. 9 жовтня в ході боїв частин армії Врангеля в районі Олександрівська (суч. Запоріжжя) захоплено на правому березі Дніпра Томаківку. 14 жовтня почався відступ частин Російської амії генерала П. Врангеля з правого берега Дніпра — фронтальна атака частин Червоної армії на Каховський плацдарм. 23 жовтня загони отамана Махна вибили сили Врангеля з міста Олександрівськ (сучасне Запоріжжя). 24 жовтня махновці вибили білогвардійців з містечка Оріхів та відійшли з Олександрівська — вступили червоноармійці. 27 жовтня відбувся вступ загонів отамана Махна в Гуляйполе. 28 жовтня почався загальний контрнаступ Південного фронту Червоної армії проти Російської армії генерала Врангеля, загони отамана Махна вступили до міста Великий Токмак. 29 жовтня частини Червоної армії вступили в Бердянськ і підійшли під Перекоп. 30 жовтня червоне військо захопило Мелітополь, виходить директива командуючого Південним фронтом Фрунзе військам І кінної та VI армій про взяття штурмом перекопських позицій.
1 листопада 1920 повстанський загін Шепеля вибив денікінців з Вінниці.
3 листопада 1920 під населеними пунктами Риково, Новоолексіївка, Сальково частини Червоної армії прорвались на Чонгарський півострів в Криму, перейшли озеро Сиваш. 4 листопада сили Червоної армії вступили до міста Генічеськ.

Розташування військ до початку перекопської операції (на 5 листопада 1920)

Для штурму Криму червоні стягнули значні сили (до 200 тис. осіб проти 35 000 у білих). Наступ на Перекоп почався 7 листопада. Бої відрізнялися надзвичайним завзяттям з обох сторін і супроводжувалися безпрецедентними втратами. 8 листопада почався відхід частин Російської армії генерала Врангеля з Турецького валу на Юшунську позицію. 10 листопада вийшов наказ командуючого Південним фронтом М. В. Фрунзе про наступ на юшунські укріплення та Чонгарський перешийок.
Попри гігантську перевагу у живій силі і озброєнні, червоні війська кілька днів не могли зламати оборону захисників Криму, і тільки після того, як, форсувавши вбрід мілководну Чонгарську протоку, частини Червоної армії і союзні їм загони Махна зайшли у тил основних позицій білих (див. схему), а 11 листопада махновцями під Короповою Балкою був розбитий кінний корпус Барбовіча, оборона білих була прорвана. Червона армія вдерлася до Криму, захопила Сивашську та Чонгарську переправи. До 13 листопада (31 жовтня) армія Врангеля і безліч цивільних біженців на кораблях Чорноморського флоту відпливли у Константинополь, того ж дня червоноармійці вступили в Джанкой. Загальна чисельність тих, хто покинули Крим, склала близько 150 тис. осіб. 15 листопада більшовики зайняли Севастополь, загони отамана Махна — місто Євпаторію.

### Боротьба на Уралі
- Уральська армія

### Боротьба в Поволжі
- Народна армія — Генерального штабу генерал-лейтенант В. О. Каппель

### Боротьба в Сибіру і на Далекому сході
- Східний фронт — адмірал О. В. Колчак,
  - М. К. Дітеріхс (20 червня — 4 листопада 1919);
  - К. В. Сахаров (4 листопада — 9 грудня 1919);
  - В. І. Оберюхтін, врід (9-11 грудня 1919);
  - В. О. Каппель (11 грудня 1919 — 25 січня 1920);
  - С. Н. Войцеховський (25 січня — 20 лютого 1920);
  - Сибірська армія
  - Західна армія
  - Уральська армія
  - Оренбурзька окрема армія

### Боротьба у Середній Азії
- Туркестанська військова організація

### Боротьба на Півночі
- Північний фронт — генерал Міллер

### Боротьба на Північному Заході
Генерал Микола Юденич створив на території Естонії Північно-Західну армію для боротьби з Радянською владою. Армія налічувала від 5,5 до 20 000 солдатів і офіцерів.
11 серпня 1919 у Таллінні було створено Уряд Північно-Західної області (Голова Ради міністрів, міністр закордонних справ і фінансів — Степан Ліанозов, військовий міністр — Микола Юденич, морський міністр — Володимир Пілкін та ін.) В цей же день Уряд Північно-Західної області під натиском англійців, які обіцяли за це визнання озброєння та спорядження для армії, визнало державну незалежність Естонії. Однак загальноросійський уряд Колчака не затвердив це рішення.
Після визнання незалежності Естонії Урядом Російської Північно-Західної області Велика Британія надала йому фінансову допомогу, а також здійснила незначні поставки озброєння і боєприпасів.
Н. Н. Юденич двічі намагався взяти Петроград (навесні і восени), але всякий раз невдало.
Весняний наступ (5500 багнетів і шабель у білих проти 20 000 у червоних) Північного корпусу (з 1 липня Північно-Західна армія) на Петроград почався 13 травня 1919 року. Білі прорвали фронт під Нарвою і рухом в обхід Ямбурга примусили червоних до відступу. 15 травня вони захопили Гдов. 17 травня впав Ямбург, а 25 травня — Псков. На початок червня білі вийшли на підступи до Лузі і Гатчині, погрожуючи Петрограду. Але червоні перекинули резерви під Петроград, довівши чисельність свого угруповання, що діяла проти Північно-Західної армії, до 40 000 багнетів і шабель, і в середині липня перейшли у контрнаступ. Під час важких боїв вони відтіснили нечисленні частини Північно-Західної армії за річку Лугу, а 28 серпня захопили Псков.
Осінній наступ на Петроград. 12 жовтня 1919 р. Північно-Західна армія (20000 багнетів і шабель проти 40000 у червоних) прорвала радянський фронт побіля Ямбурга і 20 жовтня 1919, взявши Царське село, вийшла до передмість Петрограда. Білі захопили Пулковські висоти і на крайньому лівому фланзі увірвалися до передмістя Лігово, а роз'їзди розвідників зав'язали бої побіля Іжорського заводу. Але, не маючи резервів і не отримавши підтримки від Фінляндії та Естонії, після десятиденних запеклих і нерівних боїв під Петроградом з червоними військами (чисельність яких зросла до 60-тисяч чоловік) Північно-Західна армія захопити місто не змогла. Фінляндія та Естонія відмовили у допомозі, оскільки керівництво цієї білої армії так і не визнало незалежність цих країн. 1 листопада розпочався відступ Північно-Західної Білої Армії.
Армія Юденича з наполегливими боями до середини листопада 1919 відступила на територію Естонії. Після підписання між РРФСР і Естонією Тартуського мирного договору 15000 солдатів і офіцерів Північно-Західної Армії Юденича, за умовами цього договору, були спочатку роззброєні, а потім 5000 з них — схоплені естонськими властями і відправлені у концтабори.
Попри вихід Білих армій з рідної землі як результат Громадянської війни, у історичній перспективі Білий рух аж ніяк не зазнав поразки: опинившись у вигнанні, він продовжив провадити боротьбу проти більшовиків у Радянській Росії і за її межами.

## Відомі білогвардійці
- Врангель Петро Миколайович
- Денікін Антон Іванович
- Дроздовський Михайло Гордійович
- Дутов Олександр Ілліч
- Станіслав Булак-Балахович
- Дітеріхс Михайло Костянтинович
- Ільїн Іван Олександрович
- Каледін Олексій Максимович
- Каппель Володимир Оскарович
- Краснов Петро Миколайович
- Кутепов Олександр Павлович
- Мамонтов Костянтин Костянтинович
- Марков Сергій Леонідович
- Май-Маєвський Володимир Зенонович
- Семенов Григорій Михайлович
- Шкуро Андрій Григорович

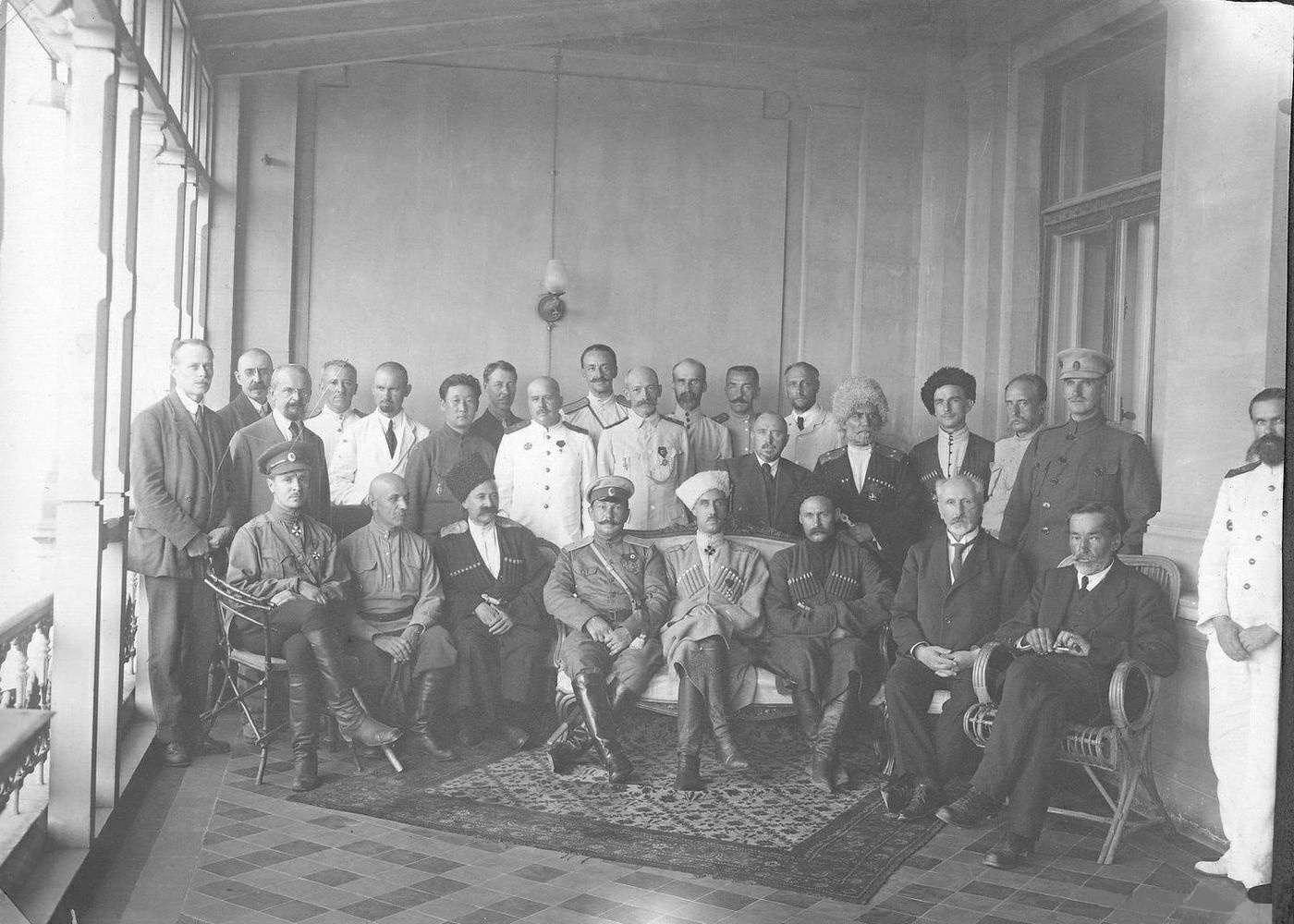
Уряд генерала Врангеля в Севастополі, Крим. Квітень 1920

- Унгерн фон Штернберг Роман Федорович
- Войцеховський Сергій Миколайович
- Юденич Микола Миколайович
- Федотов-Уайт Дмитро Миколайович